# Lettre de Pennal
 (mai 2018).
Améliorez-le ou discutez des points à vérifier. 

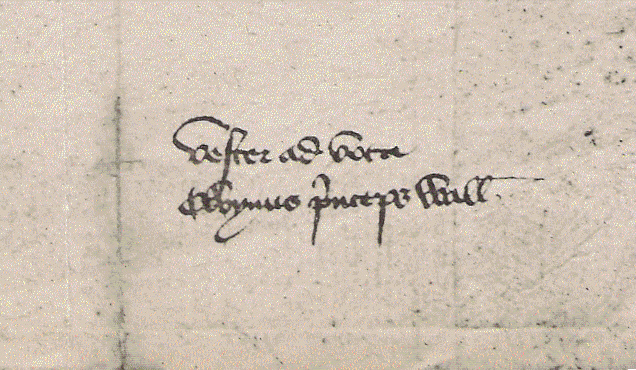
Signature d'Owain Glyndŵr à la fin de la lettre de Pennal. La phrase latine : Vester ad vota / Owynus princeps Wallie peut se traduire par : Sincèrement vôtre. Owain, prince de Galles.

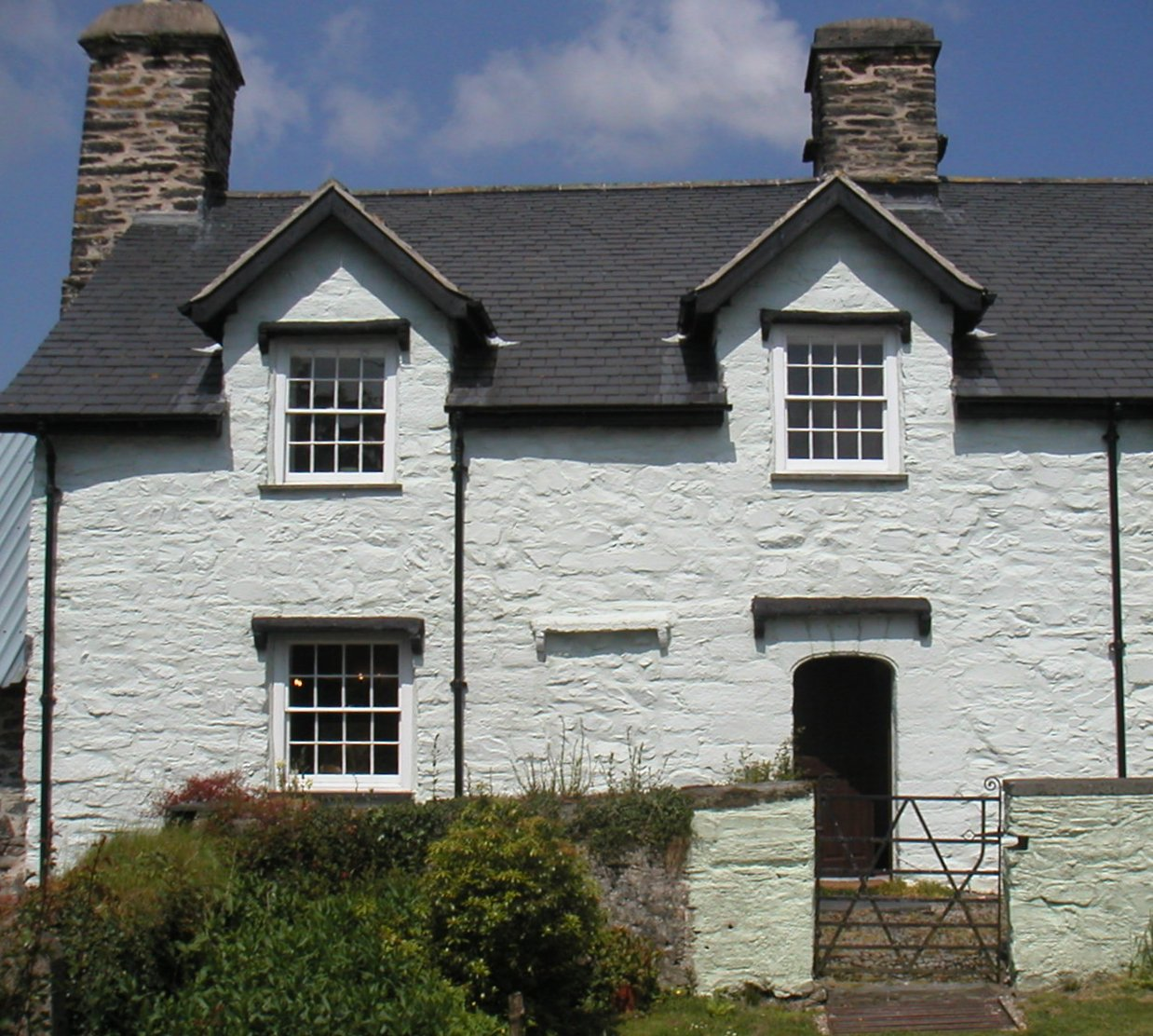
Manoir à Pennal dans lequel aurait été rédigée la lettre.

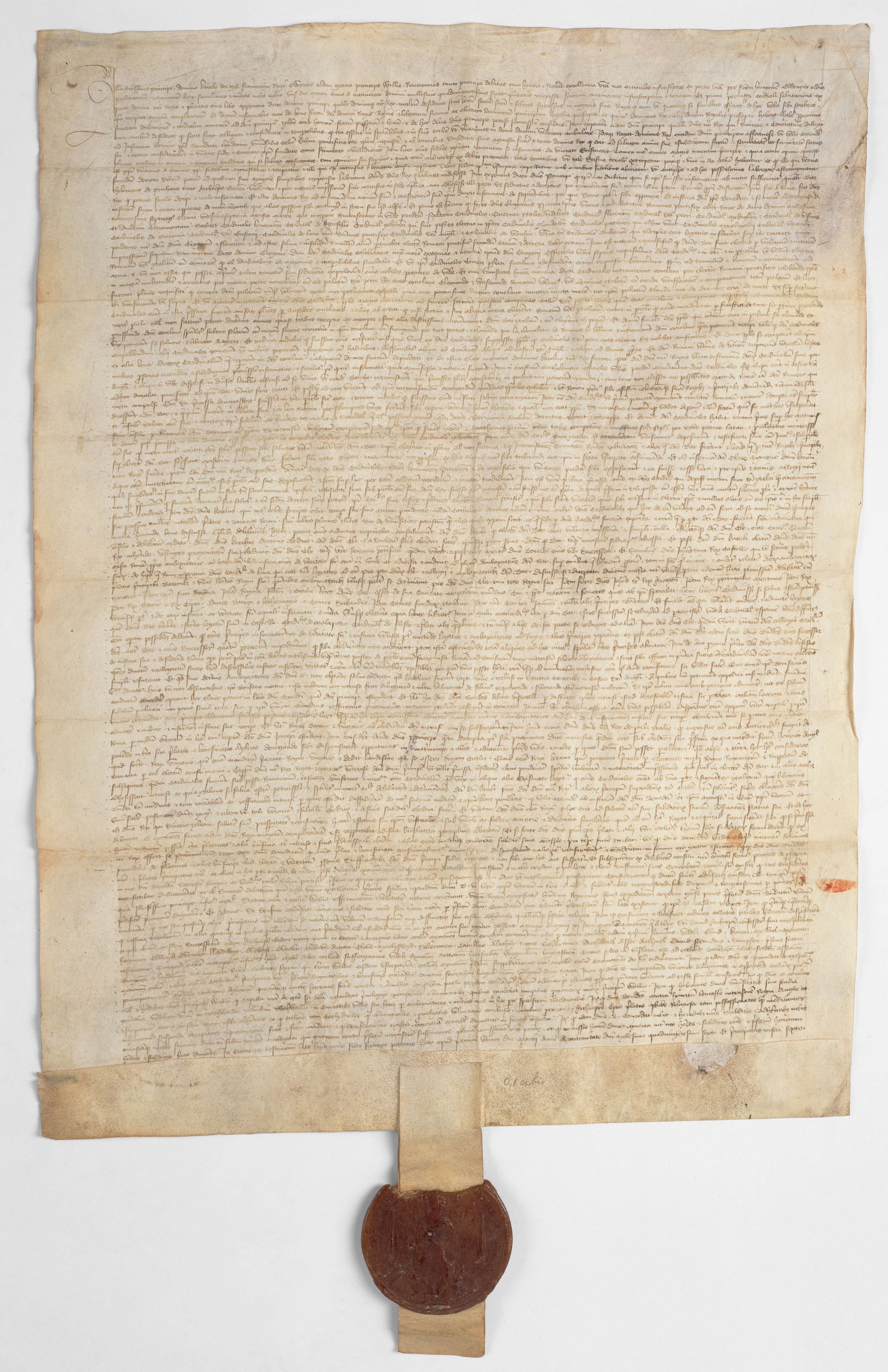
Charte scellée du Prince Owain Glyndwr de Galles, Mars 1406. Archives nationales (France)

La Lettre de Pennal est une lettre historique datée de 1406, adressée par Owain Glyndŵr, autoproclamé prince de Galles et en rébellion contre le roi Henri IV d'Angleterre depuis 1400, au roi Charles VI de France. Owain y fait part à Charles de sa vision d'un État gallois indépendant. La lettre est composée en latin et tire son nom du bourg de Pennal (près de Machynlleth), situé au nord du pays de Galles et où Owain Glyndŵr séjourne au cours de l'année 1406.

## Contexte historique
En 1400, Owain Glyndŵr déclenche une révolte contre l'emprise anglaise sur le pays de Galles. En 1404, il s'empare des importantes places fortes de Harlech et d'Aberystwyth, à l'ouest du pays de Galles. Désireux de prouver le sérieux de son caractère souverain, il tient une cour à Harlech et nomme le sournois et brillant Gruffydd Young comme chancelier. Peu après, il convoque son premier Parlement du pays de Galles à Machynlleth. C'est là qu'il est couronné prince de Galles et qu'il annonce son programme pour le pays, qui est repris dans la lettre. 

## Contenu de la lettre
Afin de montrer son statut princier, Glyndŵr envoie de nombreuses lettres au roi de France pour qu'il le reconnaisse comme prince de Galles. Charles VI lui fournit des troupes à partir de 1405[Information douteuse]. Dans sa lettre envoyée depuis Pennal, Owain fait part de sa vision d'un État gallois indépendant avec un Parlement et une Église galloise autonome. Il annonce la future création de deux universités nationales (une au nord et une au sud) et le retour aux lois antiques de Hywel Dda (880-950). Owain décrit le gouvernement anglais comme « des Saxons barbares, qui ont usurpé la terre de Galles » et appelle le pape Benoît XIII à juger et punir Henri IV d'Angleterre comme un hérétique pour avoir ordonné l'exécution de membres du clergé gallois.
Pourtant, lorsqu'Owain envoie cette lettre en 1406, la situation militaire a basculé en faveur des Anglais. Ceux-ci ont obtenu leur premier succès à la bataille de Pwll Melyn en 1405 et ont commencé une lente reconquête des territoires perdus. L'essentiel des forces françaises sont parties, après que les intrigues politiques à Paris ont tourné en faveur du parti de la paix. La lettre de Pennal, dans laquelle il promet entre autres à Charles VI et au pape d'Avignon Benoît XIII que l'Église du pays de Galles fera allégeance à Avignon et non plus à Rome, ne change rien. Son influence en Galles commence à décroître. En 1409, Owain est chassé de ses places fortes et repasse à la guérilla. Il disparaît définitivement en 1412.

## Un symbole de l'indépendance galloise
Cette lettre est considérée comme l'unique document écrit détaillant la politique religieuse du potentiel état gallois de la fin du Moyen Âge. Elle fut brièvement exposée à la Bibliothèque nationale du pays de Galles en 2000, et une campagne a été lancée afin qu'elle soit affichée à l'Assemblée nationale du pays de Galles à Cardiff.